# NGC 3975
NGC 3975 је спирална галаксија у сазвежђу Велики медвед која се налази на NGC листи објеката дубоког неба.
Деклинација објекта је + 60° 31' 47" а ректасцензија 11h 55m 53,7s. Привидна величина (магнитуда) објекта NGC 3975 износи 15,3 а фотографска магнитуда 16,1. NGC 3975 је још познат и под ознакама MCG 10-17-103, PGC 37480.